# Antonin Drapier
Pour les articles homonymes, voir Drapier (homonymie).
Antonin-Fernand Drapier, né le 28 avril 1891 et mort le 30 juillet 1967, était un prélat français de l'Église catholique qui travaillait au service diplomatique du Saint-Siège.

## Biographie
Il est né le 28 avril 1891 à Creuë, en France. Il a été ordonné prêtre de l'Ordre dominicain le 24 avril 1924.
Il a été nommé archevêque titulaire de Néocésarée-du-Pont (de) et délégué apostolique en Mésopotamie (en), au Kurdistan et en Petite Arménie le 7 octobre 1929. Il reçut sa consécration épiscopale le 22 décembre 1929 de François David (en), évêque de l'éparchie catholique chaldéenne d'Amadiyah (en).
Il a été nommé délégué apostolique en Indochine (en) le 28 novembre 1936. 
Il prit sa retraite en 1950 et mourut le 30 juillet 1967.

## Généalogie épiscopale et succession apostolique
La généalogie épiscopale est :
- Patriarche Eliya XII Denha (it)
- Patriarche Yukhannan VIII Hormizd (it)
- Évêque Yohannan Gabriel (en)
- Archevêque Joseph V Hindi (it)
- Patriarche Joseph VI Audo
- Patriarche Pierre Élie XIV Abo-Alyonan (it)
- Patriarche Joseph Emmanuel II Thomas (it)
- Évêque François David (en)
- Archevêque Antonin-Fernand Drapier

Antonin Drapier a ordonné les évêques suivants :
- Évêque Jean-Baptiste-Maximilien Chabalier, M.E.P. (1938)
- Archevêque Pierre Martin Ngô Đình Thục (1938)
- Évêque Félix Maurice Hedde, O.P. (1939)
- Évêque Jean Marie Phan Đình Phùng (vi) (1940)
- Évêque Jean Cassaigne, M.E.P. (1941)
- Évêque Jean-Liévin-Joseph Sion (de), M.E.P. (1942)
- Évêque Santos Ubierna (it), O.P. (1942)
- Évêque Marcel Piquet (it), M.E.P. (1944)
- Archevêque Jean-Baptiste Urrutia, M.E.P. (1948)
- Évêque Étienne-Auguste-Germain Loosdregt (it), O.M.I. (1952)